# 西辛島町停留場
西辛島町停留場（にしからしまちょうていりゅうじょう）は、熊本県熊本市中央区辛島町にある熊本市交通局（熊本市電）の電停。停留所番号はB9。B系統が停車する。

## 利用可能な路線
熊本市交通局
- 上熊本線 - ■B系統

## 歴史

### 年表
- 1929年（昭和4年）6月20日：辛島町停留場[注釈 1]として開業。
- 1936年（昭和11年）8月28日：西辛島町停留場に改称。
- 1945年（昭和20年）以降：廃止。
- 1955年（昭和30年）：当初開業時より0.1km終点側に移設し復活。

### 停留場名の由来
辛島町電停の西に位置することと周辺の地名にちなむ。

## 停留場構造
相対式2面2線であるが、上熊本方面と辛島町電停方面の停留所は交差点を挟んで離れている。
横断歩道を渡ってアクセスする。車椅子対応である。なお毎年2月に開催する熊本城マラソンでは、交通規制のため上熊本発の電車は当電停止まりで運行され、辛島公園南側の亘り線を使って折り返し運行が行われた。
| のりば | 路線               | 方向 | 行先                                   | 備考                                   |
| ------ | ------------------ | ---- | -------------------------------------- | -------------------------------------- |
| 南側   | ■B系統（上熊本線） | 上り | 段山町・本妙寺入口・上熊本方面         |                                        |
| 北側   | ■B系統（上熊本線） | 下り | 辛島町・通町筋・水前寺公園・健軍町方面 | 熊本駅前方面は辛島町で■A系統に乗り換え |

## 利用状況
| 1日乗降人員推移 | 1日乗降人員推移 |
| 年度            | 1日平均人数     |
| --------------- | --------------- |
| 2011年          | 300             |
| 2012年          | 264             |
| 2013年          | 360             |
| 2014年          | 372             |
| 2015年          | 394             |
| 2016年          | 397             |
| 2017年          | 357             |
| 2018年          | 411             |
| 2019年          | 409             |
| 2020年          | 270             |
| 2021年          | 323             |
| 2022年          | 307             |

## 停留場周辺
- 熊本桜町バスターミナル
- SAKURA MACHI Kumamoto
- 熊本タクシー本社
- 九州産業交通ホールディングス本社
- 熊本市立慶徳小学校
- 天然温泉六花の湯ドーミーイン熊本

## バス路線
洗馬橋バス停が最寄りであるが、上熊本方面と桜町BT方面を結ぶ路線しか利用できない。桜町BTまで足を運んだ方が多くの路線を利用できる。
- ロイヤルエクスプレス「辛島町ドーミーインホテル前」バス停 - 神戸三宮・大阪梅田・京都駅八条口行き。

## 隣の停留場
熊本市交通局
■B系統（上熊本線）
洗馬橋電停 (B8) - 西辛島町電停 (B9) - 辛島町電停 (8)